# Шарл дьо Клев
Шарл дьо Клев-Невер (на френски: Charles de Clèves; * ок. 1491; † 27 август 1521, Париж, Кралство Франция) от Дом Клев-Ла Марк, е от 1506 г. до смъртта си граф на Невер и Йо като Шарл II.

## Живот
Шарл дьо Клев е най-възрастният син на граф Енгелберт дьо Клев (* 1462, † 1506) и съпругата му Шарлота дьо Бурбон († 1520), дъщеря на граф Жан VIII дьо Бурбон-Вандом от династията Бурбони. По бащина линия е внук на Йохан I, херцог на Клеве, граф на Марк.
След смъртта на баща му през 1506 г. той го последва. В двора на крал Франсоа I Шарл участва в интриги и през 1521 г. е затворен в една кула на Лувър. Майка му и херцогът на Бурбон Шарл III дьо Бурбон се застъпват за него. Шарл умира преди да бъде освободен.
След смъртта му през 1521 г. неговата съпруга е регентка за малолетния им син.

## Брак и потомство
∞ на 25 януари 1504 (или 1505) за братовчедката си Мари д’Албрет (* 1491, † 1549), графиня на Ретел, дъщеря на Жан д’Албре-Орвал и Шарлота Бургундска, дъщеря на Жан II от династията Валоа Бургундия, граф на Невер, Ретел. Те имат един син:
- Франсоа I (1516 – 1562), граф на Невер и Йо, от 1539 г. първият херцог на Невер.